# Le Rousset-Marizy
Le Rousset-Marizy é uma comuna francesa na região administrativa da Borgonha-Franco-Condado, no departamento de Saône-et-Loire. Estende-se por uma área de 55.49 km². Em 2010 a comuna tinha 653 habitantes (densidade: 11,8 hab./km²).
Foi criada em 1 de janeiro de 2016, a partir da fusão das antigas comunas de Le Rousset e Marizy.